# Taczeryzm

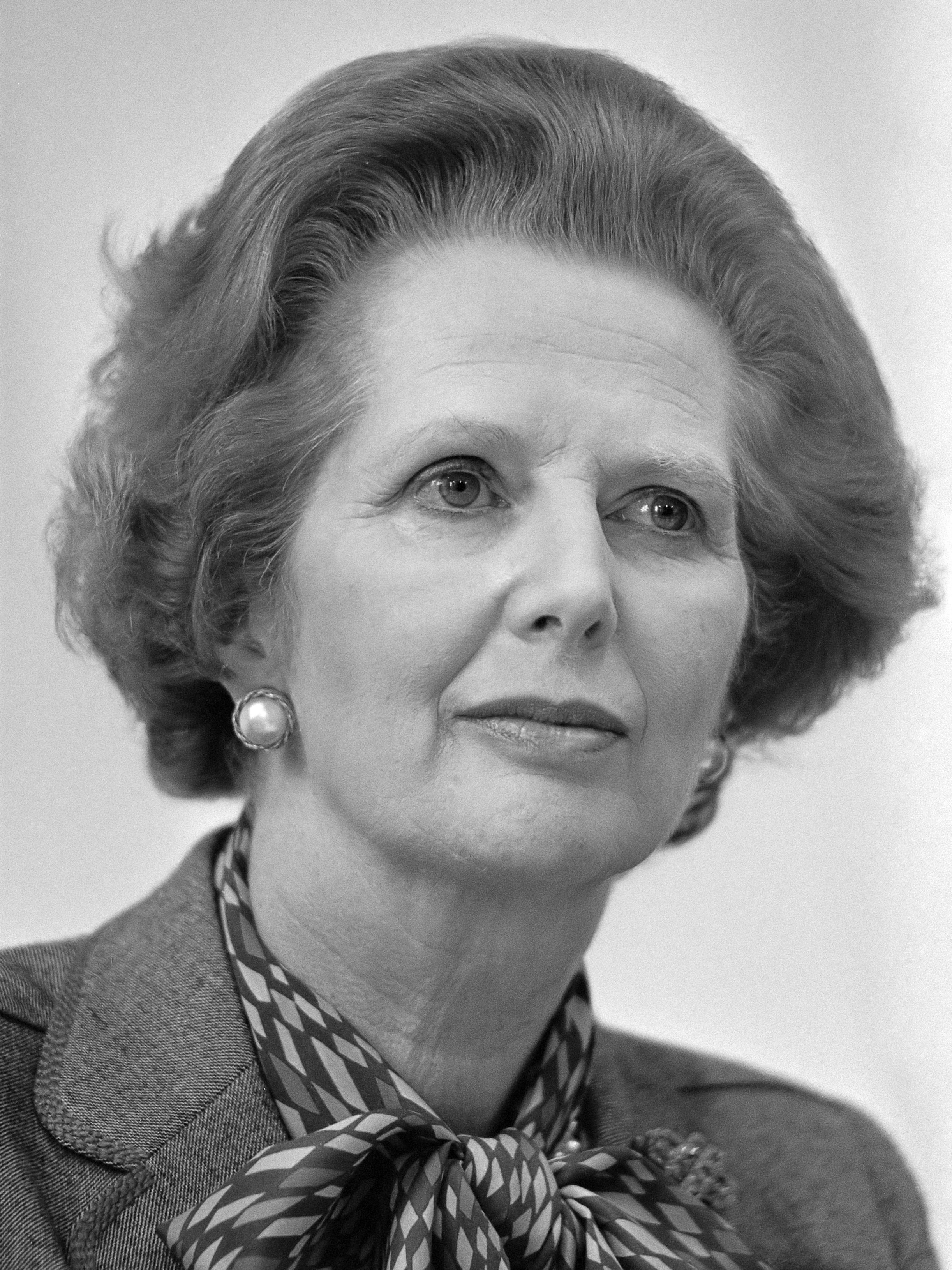
Margaret Thatcher

Taczeryzm (thatcheryzm) – poglądy i będąca ich wynikiem działalność Lady Margaret Thatcher, która z ramienia Partii Konserwatywnej pełniła urząd premiera Wielkiej Brytanii w latach 1979–1990.
Termin ten został po raz pierwszy wykorzystany przez przedstawicieli opozycyjnej, lewicowej Partii Pracy. Taczeryzm oznacza połączenie elementów konserwatyzmu, neoliberalizmu i monetaryzmu.
Taczeryzm był jednym z nurtów tzw. neokonserwatyzmu (obok tzw. reaganomiki prezydenta Stanów Zjednoczonych Ronalda Reagana), który łączył nowoczesny liberalizm gospodarczy z konserwatywnym systemem wartości. Konserwatyzm ten przejawiał się w zestawieniu wolności obywatelskiej z odpowiedzialnością jednostki za własne czyny i odnową moralną społeczeństwa w duchu religii anglikańskiej, której podstawę stanowi Biblia.
Najważniejszym elementem taczeryzmu było ograniczenie interwencjonizmu państwowego i tzw. keynesowskiego państwa dobrobytu. Według Thatcher państwo opiekuńcze prowadzi do demoralizacji obywateli, utraty motywacji i chęci do działania. Za cel „Żelazna Dama” stawiała sobie wyprowadzenie państwa z zapaści gospodarczej. Chciała to osiągnąć poprzez ścisłe stosowanie się do zasad wolnego rynku. Rolę państwa widziała w utrzymaniu w ryzach finansów publicznych, co rozumiała przede wszystkim jako walkę z inflacją. Ponadto zamierzała utrzymać równowagę budżetową, bazując na podstawach teorii monetaryzmu. Kluczowym było ograniczanie monopolistycznej pozycji związków zawodowych, uwolnienie mechanizmów rynkowych oraz zagwarantowanie wolności obywatelskiej, za podstawę której Margaret Thatcher uważała własność prywatną. Rolą państwa było również zagwarantowanie utrzymania porządku publicznego oraz prowadzenie takiej polityki zagranicznej, która miała prowadzić do odrodzenia Wielkiej Brytanii jako mocarstwa.
W polityce zagranicznej taczeryzm oznaczał także opowiadanie się za strefą wolnego handlu w całej Europie, ograniczanie ponadnarodowych funkcji Wspólnot Europejskich, budowanie wpływu Wielkiej Brytanii na politykę światową poprzez ścisłe więzi ze Stanami Zjednoczonymi oraz próbę odegrania znaczącej roli w nawiązywaniu dialogu z ZSRR.
Bardzo ważnym elementem polityki gospodarczej prowadzonej przez Margaret Thatcher było wspieranie przedsiębiorczości oraz zwiększanie konkurencyjności i innowacyjności. Do pomysłów, które wzbudzały największe kontrowersje w tej dziedzinie zaliczyć można prywatyzację przedsiębiorstw państwowych, a także wprowadzenie konkurencyjności na rynku państwowym i międzynarodowym. Thatcher twierdziła, że warto jest doprowadzić do sytuacji, gdy jedynie najsilniejsze brytyjskie przedsiębiorstwa, wskutek walki z zagranicznymi, pozostaną na rynku, a słabsze powinny ustąpić im pola.
Przeciwnicy polityki Margaret Thatcher wskazują, że wzrost gospodarczy spadł do poziomu niższego niż w poprzednich trzech dekadach (z 2,6 proc. PKB do 2,2 proc. średniorocznie). Zwolennicy natomiast zwracają uwagę na to, że podczas jej rządów, Wielka Brytania wyszła z recesji (-2,0 proc. PKB w roku 1980) i w odnotowała znaczny wzrost PKB w końcu lat osiemdziesiątych, który załamał się dopiero pod koniec jej rządów. Miało miejsce zmniejszenie podatków oraz spłaszczenie krzywej progresji podatkowej, która do dziś utrzymuje się na poziomie 2,5%. Spadek Dochodu Narodowego został zahamowany, a konkurencyjność brytyjskich przedsiębiorstw wzrosła na arenie międzynarodowej. Negatywnym efektem był początkowy wzrost bezrobocia, które osiągnęło szczytową wartość 12,9% w roku 1983, a spadło do 7,1% w roku 1991.
Sama Margaret Thatcher najprościej streściła swoje poglądy podczas posiedzenia Izby Gmin słowami „Oto, w co wierzymy”, rzucając na pulpit egzemplarz dzieła „Konstytucja wolności” Friedricha Hayeka.